# Ги XIV де Лаваль
Ги XIV де Монфор-Лаваль (28 января 1406 — 1 сентября 1486, Шатобриан) — французский аристократ и военачальник, граф де Лаваль (1429—1486), барон де Витре и де Ла-Рош-Бернар, сеньор де Монфор, де Сен-Оен, де Гавр, де Компер.

## Биография
Старший сын Жана де Монфора (он же Ги XIII де Лаваль; 1385—1415), сеньора де Кеголе, и Анны Де Лаваль-Монморанси (1385—1466), дочери Ги XI де Лаваля-Монморанси, сеньора де Лаваля.
Участник Столетней войны. Летом 1429 года под командованием Жанны д’Арк и герцога Жана Алансонского Ги де Монфор-Лаваль сражался против англичан в битвах при Жарго, Менге, Божанси и Пате.
Вместе со своим младшим братом Андре де Лавалем, сеньором де Лоеаком, сопровождал французского короля Карла VII Валуа на коронацию в Реймс. Один из шести пэров на коронации, где замещал Филиппа Доброго, герцога Бургундского и графа Фландрского. В награду получил от короля титул графа де Лаваль.
В сентябре 1429 года Ги де Монфор-Лаваль участвовал в неудачной осаде Парижа. В 1430 году король Карл VII Валуа назначил его губернатором Ланьи.
В 1439 году участвовал в переговорах по заключению англо-французского договора в Гравлине. В апреле 1450 года сражался с англичанами в битве при Форминьи. С 1472 года — лейтенант-генерал Бретани.

## Семья и дети
- 1-я жена с 1430 года — Изабелла Бретонская (1411—1444), дочь Жана Мудрого (1389—1442), герцога Бретани (1399—1442), и Жанны Французской (1391—1433). Дети:

- Франциск (он же Ги XV де Лаваль) (1435—1500), граф де Лаваль (с 1486)
- Жан (1437—1476), сеньор де Ла-Роше-Бернар
- Пьер (1442—1493), архиепископ Реймский (1473—1493)
- Иоланда (род. 1431), 1-й муж — Алан де Роган, граф Пороэт, 2-й муж — Гийом д’Аркур, граф де Танкарвиль
- Франсуаза (род. и ум. 1432)
- Жанна (1433—1498), муж — король Неаполитанский и герцог Анжуйский Рене I Добрый
- Анна (род. и ум. 1434)
- Артуза (1437—1461)
- Елена (1439—1500), муж — Жан де Дерваль (ок. 1430—1482), барон де Дерваль
- Луиза (род. 1440), муж — Жан III де Бросс (? — 1502), граф де Пентьевр (1482—1502)

- 2-я жена с 1451 года — Франсуаза де Динан (1436—1499), баронесса де Шатобриан, дочь Жака де Динан, сеньора де Бомануара. Дети:

- Пьер (? — 1475), сеньор де Montafilant
- Франсуа (1462—1503), барон де Шатобриан и де Дерваль
- Жак (? — 1502), сеньор де Бомануар